# Louis Lewandowski

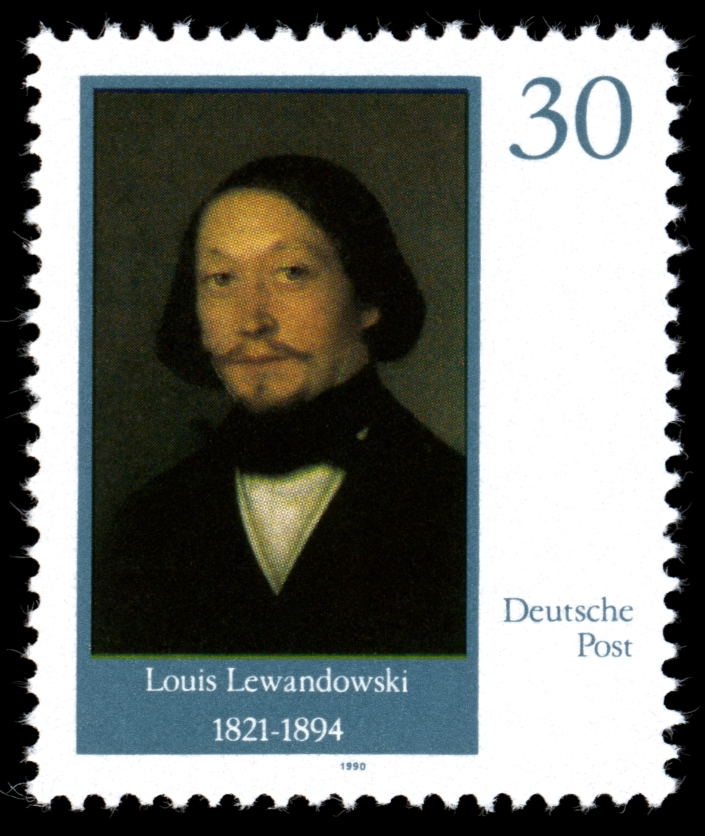
30 Pf-Sondermarke der DDR-Post 1990

Louis Lewandowski (geboren am 3. April 1821 in Wreschen, Provinz Posen, Preußen, heute Polen; gestorben am 3. Februar 1894 in Berlin; eigentlich Lazarus Lewandowski) war ein deutsch-jüdischer Komponist, der vor allem durch die Neubelebung und Öffnung der jüdischen Liturgie bekannt wurde. Er ist Namensgeber für das seit 2011 in Berlin stattfindende Louis-Lewandowski-Festival.

## Leben

### Kindheit und Jugend
Louis Lewandowski stammte aus sehr bedrängten familiären Verhältnissen. Sein Vater war Synagogendiener und Hilfskantor in Wreschen und konnte daher die finanziellen Mittel zur Ernährung seiner fünf Kinder kaum aufbringen. Aus diesem Grund wurde beschlossen, dass der junge Louis mit nur zwölf Jahren die Familie verlassen und nach Berlin gehen sollte, um dort seinen Unterhalt selbst zu verdienen. Ganz ungewöhnlich war dies nicht, denn viele Alters- und Glaubensgenossen Lewandowskis suchten so der häuslichen Armut zu entfliehen.
In Berlin angelangt, kam Lewandowski in der dortigen jüdischen Gemeinde unter. Dort wurde man schnell auf seine außerordentliche Musikalität und seine schöne Stimme aufmerksam. Kantor Ascher Lion (1776–1863) engagierte ihn daher als seinen musikalischen Gehilfen zur Gestaltung des Gottesdienstes. Diese Position als so genanntes „Singerl“ hatte Lewandowski bereits als Assistent seines Vaters mit Erfolg ausgefüllt. Als Gegenleistung sorgte die Gemeinde für seinen Lebensunterhalt und ermöglichte ihm den Besuch des Gymnasiums.
Als Gehilfe Lions war Lewandowski Teil einer orthodoxen Ausprägung synagogaler Musik, die in den tradierten Prinzipien vor der Einführung der Haskala gefangen war. Aus der Synagoge waren alle Musikinstrumente verbannt, zugelassen war allein die Leitung des Gottesdienstes durch den Vorbeter, der gegebenenfalls durch einen Gabbai unterstützt werden konnte. Gegenstand von theoretischen Wissenschaften oder schriftlichen Überlegungen war die jüdische Musik nie gewesen; sie wurde nur mündlich weitergegeben.

### Ausbildung in Berlin
Damit hätte Lewandowski, wäre er nicht in der Metropole Berlin gewesen, nur sein altes Leben an anderer Stelle fortgesetzt. Doch mussten ihm die vielfältigen Einflüsse der Residenzstadt geradezu als ein Kulturschock im Vergleich zu seinem bisherigen Leben in der Provinz erscheinen: Die Berliner Juden lebten nicht, wie in Wreschen, im Ghetto und sprachen auch nicht Jiddisch, sondern Hochdeutsch. Ferner gehörten nicht wenige der Berliner Juden der intellektuellen Elite der Stadt an. Ein Lehrer Lewandowskis, der Hebraist Salomon Plessner, führte seinen Schüler in das Haus von Alexander Mendelssohn ein, eines Enkels von Moses Mendelssohn und Cousins von Felix Mendelssohn Bartholdy.
Hier verkehrten und musizierten die wichtigsten Künstler der Residenz. Lewandowski erhielt Gelegenheit, bei Gesprächen und Konzerten dabei zu sein, und konnte damit seinen Horizont beträchtlich erweitern. Alexander Mendelssohn erkannte seine musikalische Begabung und finanzierte ihm einen gründlichen Violin- und Klavierunterricht. Zwei Jahre lang hörte Lewandowski Vorlesungen über Kontrapunkt und Harmonielehre am Stern’schen Konservatorium. Durch die Fürsprache Alexander Mendelssohns und nach einer exzellent bestandenen Aufnahmeprüfung konnte Lewandowski sich sodann als erster Jude an der Berliner Akademie der Künste immatrikulieren. Lewandowski begann nun mit Erfolg, weltliche Musik zu komponieren und aufzuführen; so erhielt er den Kompositionspreis der bekannten, 1791 gegründeten Sing-Akademie zu Berlin.

### Krankheit und Rückbesinnung
Ein vierjähriges Nervenleiden zwang Lewandowski jedoch, seine Studien zu beenden. Er stand in dieser Zeit zwar ohne Anstellung und ohne berufliche Perspektive da, konnte sich aber auf seine familiären und musikalischen Wurzeln besinnen: die Synagogenmusik. Nachdem Lewandowski in den bisherigen Berliner Jahren die klassische europäische Musiktradition kennen und lieben gelernt hatte, entstand in ihm der Wunsch, beide Traditionen miteinander zu verbinden.
In ihrem Bestreben nach Befruchtung der jüdischen und der christlichen Kultur erachteten damals zahlreiche Mitglieder der jüdischen Gemeinden Preußens auch den synagogalen Gottesdienst für reformbedürftig. Sowohl Vertreter des Reformjudentums als auch Samson Raphael Hirsch, der Begründer der Neo-Orthodoxie, setzten sich dafür ein, die Predigt in der Landessprache zu halten und den liturgischen Gesang  grundlegend zu verändern. Diesbezüglich erhoffte man sich letztlich eine Erneuerung der synagogalen Musik durch die Adaption satztechnischer Grundzüge der abendländischen Musik (dies blieb freilich noch lange Zeit eine Utopie und ließ sich nur sehr langsam verwirklichen).

### Liberalisierung des synagogalen Gottesdienstes
Ein Konzert, das der Königsberger Kantor Hirsch Weintraub 1838 in Berlin gab und in dem er mit seinen Sängern neben traditionellen Gebetsgesängen auch harmonisierte Psalmenmelodien, Werke von Salomon Sulzer und sogar Vokalarrangements von Streichquartetten Mozarts und Haydns vortrug, war ein enormer Erfolg, da bei dieser Gelegenheit eine Verbindung von orthodoxen und liberalen Elementen des Gesangs hergestellt wurde.
Viele Mitglieder der Berliner Gemeinde von Ascher Lion, der Lewandowski nach wie vor angehörte, begannen nun, massiv gegen die als überholt angesehene Praxis der Synagogenmusik ihres Kantors zu opponieren. Werke von Sulzer wollte man im Gottesdienst hören, doch sah sich Lion außerstande, diese Musik zu verstehen, geschweige denn, sie seinen Sängern beizubringen. Dies war nun die Gelegenheit für den eben genesenen Louis Lewandowski, seine Kenntnisse und Fähigkeiten einzubringen: Er transkribierte Sulzers Werke in den Violinschlüssel – den einzigen Notenschlüssel, den Ascher Lion lesen konnte – und erwarb sich dadurch eine Vertrauensstellung bei dem alternden Kantor. Dafür berief man ihn zum Dirigenten des für die Aufführung von Sulzers Werken neu eingerichteten vierstimmigen Synagogenchors. Ferner wurde Lewandowski Kantorenbildner und Gesangslehrer an der Jüdischen Freischule und erhielt dadurch Gelegenheit, die jungen Gemeindemitglieder didaktisch im Sinne seiner Reformwünsche zu erziehen.
Seinen großen Traum allerdings, eigene Kompositionen veröffentlichen und sie im Gottesdienst umsetzen zu können, konnte er in dieser Zeit nicht verwirklichen. Vielmehr produzierte er Werke für vierstimmigen Chor oder für Solisten mit Orgel- oder Instrumentalbegleitung in großer Menge für die Schublade, da ihm ein geeignetes Auditorium für eine Aufführung dieser Werke nicht zur Verfügung stand.
Dies änderte sich jedoch ab 1845: Ascher Lion zog sich aus Altersgründen als Kantor zurück. Neuer Kantor wurde Abraham Jacob Lichtenstein, der eine klassische Musikausbildung vorweisen konnte und offen für neue musikalische Anregungen im Gottesdienst war. Lewandowski konnte damit noch immer nicht seine eigenen Kompositionen in den Gottesdienst einbringen, aber immerhin Bearbeitungen der Werke Sulzers, des großen Reformators des Synagogalgesangs.
1865 wurde Lewandowski anlässlich seines 25-jährigen Dienstjubiläums als Chordirigent der jüdischen Gemeinde zum Königlichen Musikdirektor ernannt – eine Ehrenstellung, die er sich sicher nie erträumt hätte.

### Dirigent in der Neuen Synagoge Berlin
Noch positiver für seine Entwicklung als Musiker freilich war, dass ein Jahr später, 1866, in der Oranienburger Straße in Berlin eine große neue Synagoge eingeweiht wurde, an der man Lewandowski als Dirigenten verpflichtete. Im Gegensatz zu seiner bisherigen Wirkungsstätte in der Synagoge an der Heidereutergasse hatte die Neue Synagoge auch eine Orgel, so dass sich für Lewandowski nun endlich auch die Möglichkeit eröffnete, eigene, instrumentalbegleitete Werke einstudieren, aufführen und publizieren zu können.
Die Einweihung der Orgel in der Neuen Synagoge wurde mit einem großen Fest begangen. Ein Augenzeuge, Kantor Bernhard Jacobsohn, berichtete hierüber: „Den Glanzpunkt bildete zweifellos das große Hallelujah, Psalm 150, von Lewandowski. Der Komponist hatte diesen vierstimmigen, gemischten Chor zu diesem Zweck mit Orgelbegleitung versehen, wozu noch an bestimmten Stellen Posaunen, Triangel und Pauke in höchst wirksamer Weise traten. Die Zuhörer müssen von diesem Jubelchor mächtig ergriffen gewesen sein. Selbst der damalige Ministerpräsident Otto von Bismarck, der der Feier beiwohnte, konnte sich diesem Eindruck nicht entziehen; denn kaum war der Schlussakkord verklungen, ließ er Lewandowski zu sich bescheiden und drückte ihm die Hand mit Dankesworten für den Genuss, den er eben empfangen hatte.“
Ab diesem Zeitpunkt galt Lewandowski als der Genius des synagogalen Gesangs. Einen letzten großen Höhepunkt stellte sein 50-jähriges Dienstjubiläum bei der jüdischen Gemeinde im Dezember 1890 dar, das mit einer großen Feier, Konzerten mit geistlichen und weltlichen Werken Lewandowskis und einem Festmahl begangen wurde. Die Akademie der Künste ehrte Lewandowski zu diesem Anlass, indem sie ihn zum Professor der Musik ernannte.

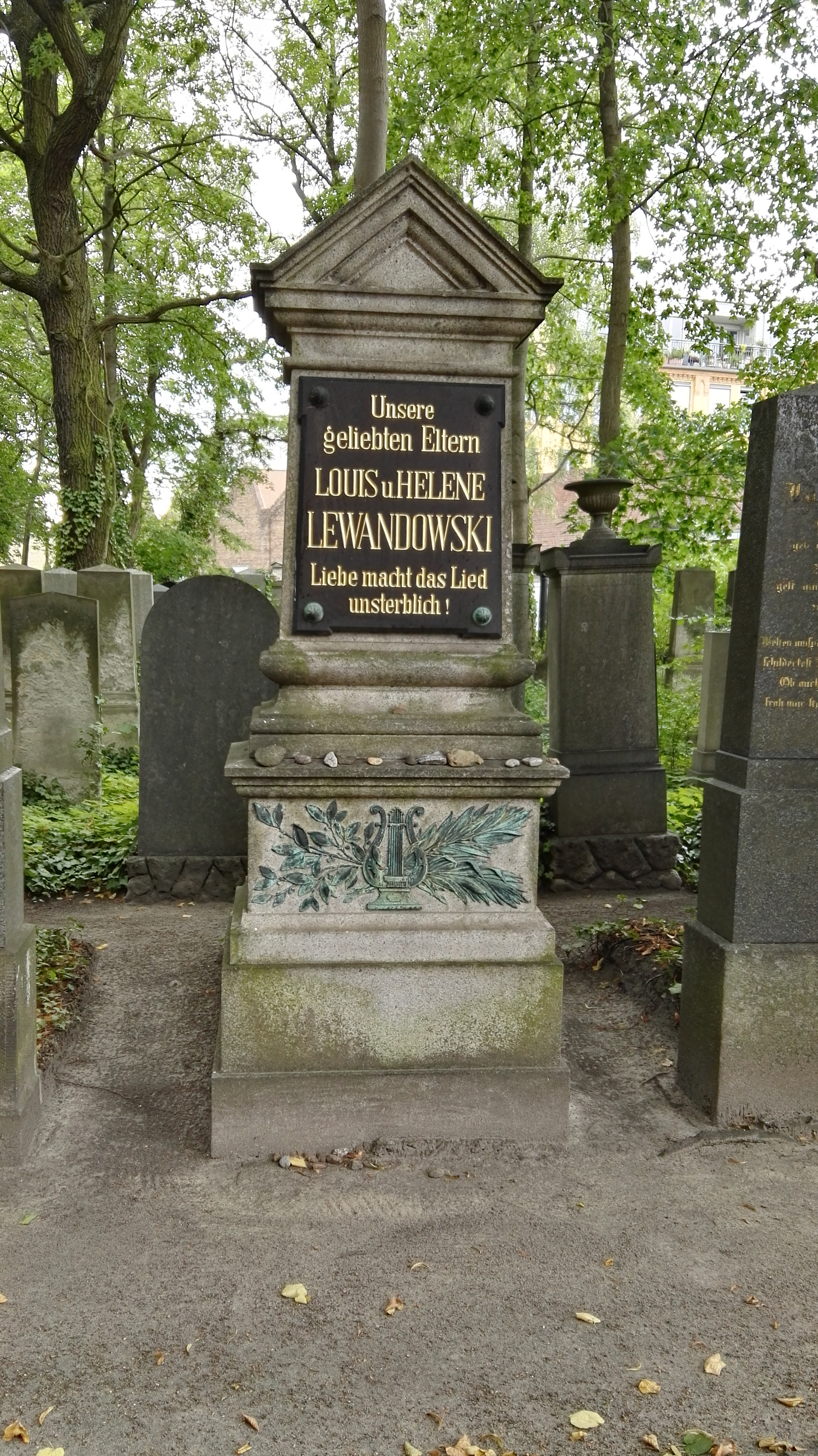
Grabstätte

Louis Lewandowski starb am 3. Februar 1894, nicht einmal zwei Jahre nach seiner Pensionierung. Sein Grab befindet sich auf dem Jüdischen Friedhof Weißensee.
Seine Tochter Martha Lewandowski (* 20. Juni 1860 in Berlin) heiratete 1878 den achtzehn Jahre älteren jüdischen Philosophen Hermann Cohen. Sie wurde am 1. September 1942 nach Theresienstadt deportiert und am 12. September 1942 dort ermordet. Für sie wurde im Mai 2006 ein Stolperstein verlegt.

## Werk
Lewandowski verband in seinen Kompositionen den traditionellen Synagogalgesang mit der modernen europäischen Musikentwicklung. Der Umstand, dass die Neue Synagoge an der Oranienburger Straße, in der Lewandowski seit 1866 als Chorleiter wirkte, eine Orgel besaß, gab ihm die Gelegenheit zu einer vollkommenen Neuerung in der jüdischen Sakralmusik: Er entwickelte eine neue Liturgie mit Orgelbegleitung für den jüdischen Gottesdienst.
1871 veröffentlichte Lewandowski sein berühmtestes Buch, Kol Rinnah u Tefillah, einen Zyklus von Kompositionen für Kantorsolo und zwei Stimmen, gedacht für die musikalische Gestaltung der Gottesdienste im Verlaufe eines ganzen Jahres. Mit diesem Werk begründete Lewandowski seine überregionale Popularität. 1876 und 1882 veröffentlichte er die beiden Teile von Todah we Simrah (Dank und Gesang) für Kantorsolo, vierstimmigen Chor und Gemeindegesang. Beide Werke gehören noch heute zum Standardrepertoire jüdischer Sakralmusik. Weitere Synagogenkompositionen Lewandowskis, die noch heute oft gesungen werden, sind Uwenucho Jomar, Zacharti Lach für Rosch ha-Schana und We’al Chatajim für Jom Kippur. Außer Synagogenmusik vertonte Lewandowski auch Psalmen und komponierte Sinfonien, Kantaten und Lieder. Seinen 18 Liturgischen Psalmen für Soli, vierstimmigen Chor und Orgel legte Lewandowski die deutschsprachigen Psalmentexte zugrunde. Dadurch sind sie nicht unmittelbar an den Gebrauch in der Synagoge gebunden, doch können einige dieser Werke in den synagogalen Gottesdienst einbezogen werden, da sie auch im jüdischen Gebetbuch auftauchen. Die Liturgischen Psalmen erschienen 1879 bei Breitkopf & Härtel und erfreuen sich (nach der Wiederveröffentlichung 1994 ebenfalls bei Breitkopf & Härtel) bis heute einer großen Beliebtheit auch bei christlichen Chören.
Neu an Lewandowskis Kompositionen war die Einbeziehung des Gemeindegesangs; er ließ das Publikum dadurch zum ‚Interpreten’ werden. Neu war ferner, dass der Chor bei ihm noch größeren Raum einnahm, als dies schon bei Sulzer der Fall gewesen war: Lewandowski ging es um die Schlichtheit und Sangbarkeit der Melodien, daher integrierte er oftmals die Formen der deutschen Kunstlieder in seine Werke. Gerade seine Chorkompositionen folgen stilistisch den Chorwerken und Oratorien von Felix Mendelssohn Bartholdy, ein Umstand, der Lewandowski den Beinamen „Mendelssohn der Synagogalmusik“ eingetragen hat.
Darüber hinaus war Lewandowski auch der erste, der der Orgel eine überzeugende Rolle im jüdischen Gottesdienst zuwies, ohne sie jedoch als virtuoses Instrument zu nutzen. Es ging ihm vielmehr darum, dem Chor-, Solisten- und Gemeindegesang ein solides Fundament zu verleihen. Jedoch komponierte er auch Werke für Orgel solo. Schließlich war Lewandowski auch der erste, der die bislang unbekannte Formen des Duetts, Terzetts und instrumental begleiteten Sololieds in die Synagoge einführte und hierfür auch deutsche Texte vertonte.
Daher kam Lewandowskis Musik eine Brückenfunktion zu. Einerseits bereicherte er die traditionelle jüdisch-religiöse Musik durch abendländische Formen, Klänge und Besetzungen. Andererseits förderte er durch seine Arrangements tradierter jüdischer Themen die Popularisierung jüdischen Gesangs auch in den Umgebungsgesellschaften.

## Aufnahmen
- Tonbeispiele Synagogaler Musik: „Kol Nidrei“, „Al Taschlichenu“, „Sacharti Lach“, „Unetane Tokef“
- Louis Lewandowski Festival 2016. Großes Abschlusskonzert vom 18. Dezember 2016 in der Synagoge Rykestraße, Berlin. DVD Video/Audio. Spieldauer: 80 Min. Sprache: Deutsch, Englisch. ISBN 978-3-95565-216-6
- Louis Lewandowski: Musik der Synagoge. Ein Sabbat-Gottesdienst in der ehemaligen Hauptsynagoge der israelitischen Gemeinde zu Nürnberg. Baruch Grabowski (Kantor), Werner Galas (Sprecher), Rolf Gröschel (Orgel), Hans-Sachs-Chor Nürnberg; Musikalische Leitung: Wolfgang Riedelbauch; Gesamtleitung: Heinz Freudenthal. Colosseum Records, Nürnberg 1982